# القدم (المحويت)
القدم هي إحدى قرى الجمهورية اليمنية. وهي تتبع جغرافيًا لمحافظة المحويت. وإداريًا لمديرية ملحان. يبلغ تعداد سكانها 1316 نسمة حسب الإحصاء الذي جرى عام 2004.